# تريبوتسي
تريبوتسي (بالإيطالية: Trepuzzi)‏ هي بلدية في مقاطعة ليتشي في إقليم بوليا الإيطالي.

## السكان
في سنة 1861 بلغ عدد السكان 2٬969 نسمة، وتطور العدد ليصل في سنة 2011 لـ 14٬277 نسمة.
يظهر هذا المخطط البياني تطور النمو السكاني لـ تريبوتسي